# FSFAB Cadre-45/2-Weltmeisterschaft 1913

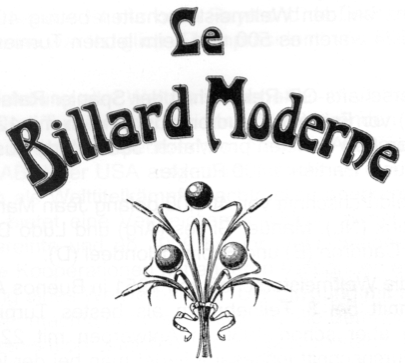
Emblem der FSFAB

Die FSFAB Weltmeisterschaften im Cadre 35/2 und 45/2 1913 war die 11. und letzte Cadre 45/2 Weltmeisterschaft der Amateure der FSFAB. Das Turnier fand vom 7. – 16. April 1913 in Paris statt. Parallel zu denen der FSFAB wurden auch Weltmeisterschaften der Fédération Française de Billard (FFB) ausgetragen.

## Geschichte
Das Turnier wurde auf dem Matchbillard mit 45 cm Abstrich der Cadrefelder ausgetragen. Alfred Mortier verteidigte eindrucksvoll seinen FSFAB Weltmeistertitel. An dieser Meisterschaft nahmen auch Spieler des konkurrierenden Verbandes Fédération Française de Billard (FFB) teil. Am 1. Dezember 1913 kam es mit der Gründung der Fédération Française des Amateur de Billard (FFAB) zur Vereinigung von FSFAB und FFB. Die Existenz von zwei parallelen Weltmeisterschaften war damit beendet.
Das ganze Turnier wurde im Round Robin System bis 400 Punkte gespielt.
1. MP = Matchpunkte
2. GD = Generaldurchschnitt
3. HS = Höchstserie

## Abschlusstabelle
| Platz | Name             | MP   | GD    | BED   | HS  |
| ----- | ---------------- | ---- | ----- | ----- | --- |
| 1     | Alfred Mortier   | 14:0 | 23,72 | 40,00 | 190 |
| 2     | Rudolphe Agassiz | 12:2 | 11,57 | 14,28 | 87  |
| 3     | Edouard Roudil   | 10:4 | 14,93 | 28,57 | 134 |
| 4     | Henri Blanc      | 6:8  | 9,17  | 11,42 | 61  |
| 5     | Charles Faroux   | 4:10 | 11,32 | 18,18 | 68  |
| 6     | Josef Klinger    | 4:10 | 11,14 | 21,05 | 68  |
| 7     | Raymond de Drée  | 4:10 | 8,81  | 13,79 | 60  |
| 8     | ? Labouret       | 2:12 | 8,80  | 7,54  | 86  |